# Jakub Izaak Horowic

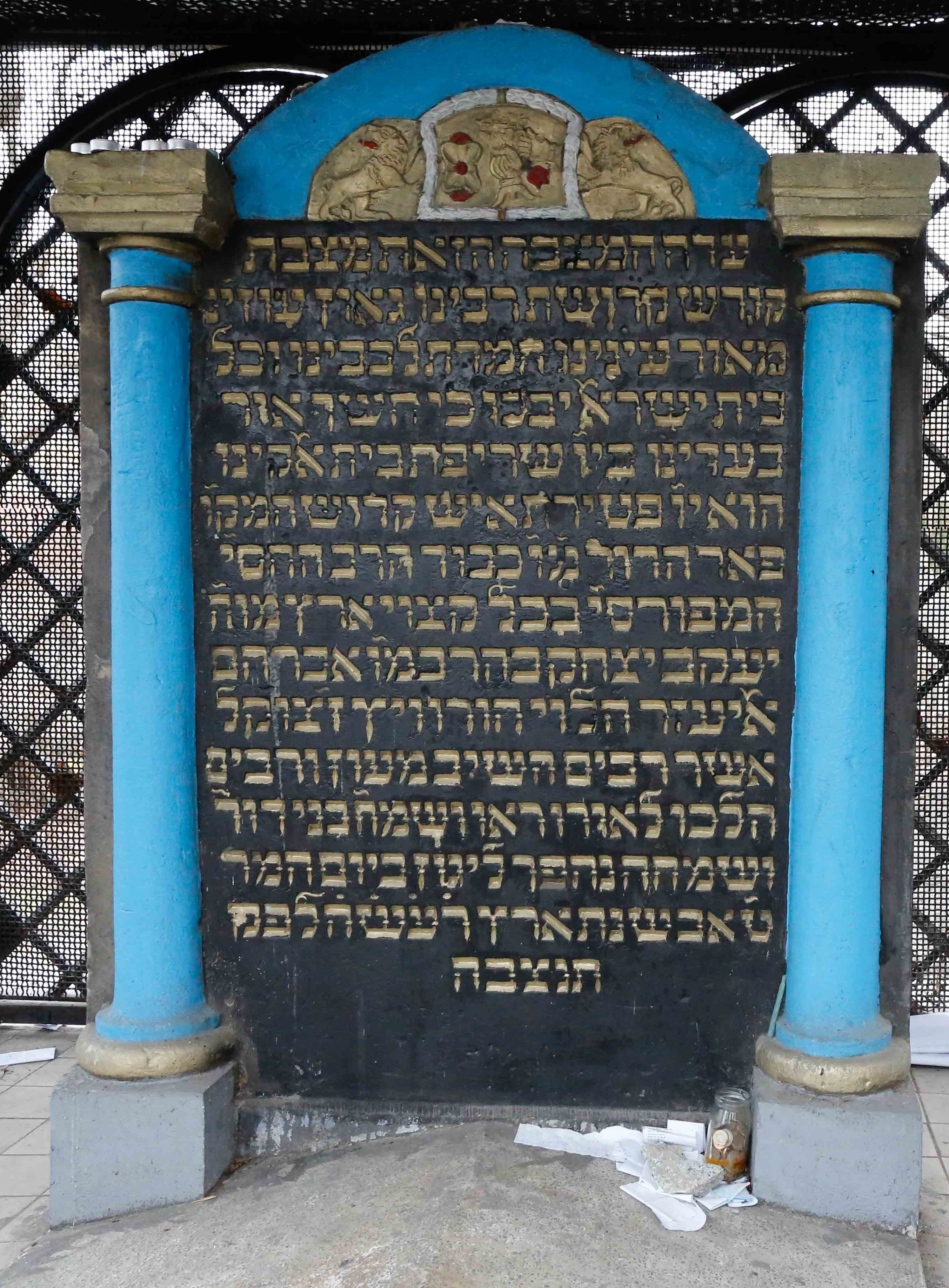
Macewa Jakuba Icchaka Horowica

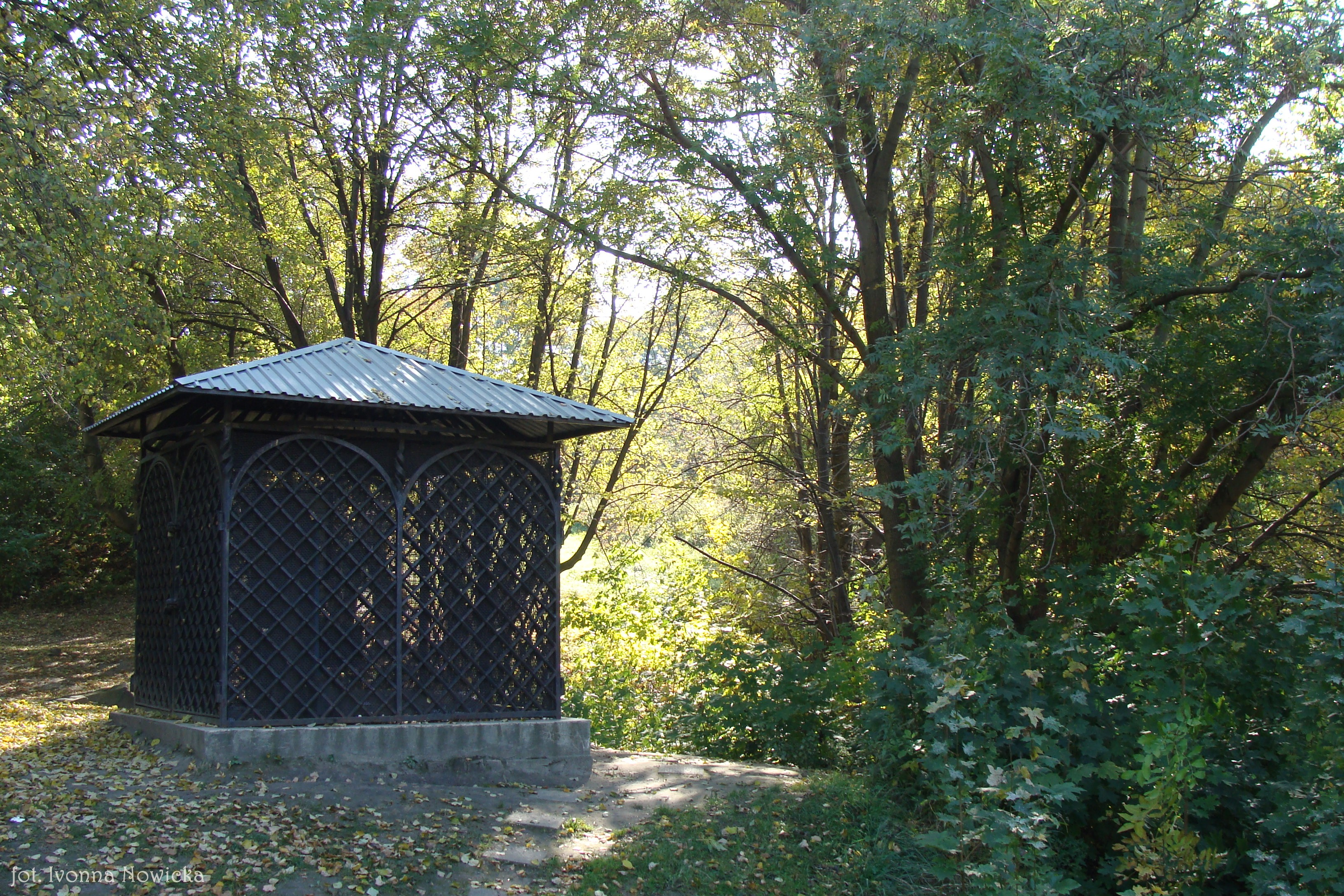
Ohel cadyka Jakuba Icchaka Horowica

Jakub Icchak Horowic (jid. ‏יעקב יצחק הורוביץ‎, tak samo po hebr.), znany także jako Widzący z Lublina, Lubliner lub Jakub Izaak z Lublina (ur. 1745, zm. 15 sierpnia 1815 w Lublinie) – chasydzki rabin, cadyk, przywódca ruchu chasydzkiego, kabalista i filozof.

## Życiorys
Był synem rabina Elizera, pochodził z ubogiej rodziny. Jego przodkiem był kabalista Izajasz Horowic, zwany Szeloh ha-Kadosz. Nieustalone jest jego miejsce urodzenia, według niektórych źródeł była to wieś Łukowa, według innych – Józefów k. Lublina (nie jest jednak pewne, czy był to Józefów nad Wisłą czy Józefów Biłgorajski), a według jeszcze innych – Szczebrzeszyn.
Pierwsze nauki pobierał prawdopodobnie u swojego dziadka, Jakowa Kopla. W wieku 14 lat podjął naukę w jesziwie rabina Moszego Cwiego Hirsza Majzelsa w Żółkwi, potem studiował w jesziwie rabina Samuela Szmelke Horowica w Ryczywole, a następnie w Sieniawie. W młodości został zmuszony przez ojca i dziadka do ożenku z córką karczmarza z Krasnobrodu, lecz niedługo po ślubie opuścił żonę i uzyskał rozwód, by podjąć studia w jesziwie Dowa Bera z Międzyrzecza. Następnie pobierał nauki u cadyka Elimelecha z Leżajska, którego był ulubionym uczniem. W tym czasie prawdopodobnie ożenił się ponownie – z Tegilą Szprincą. Około 1779 roku urodził się ich pierwszy syn, a w 1782 roku drugi.
W 1785 roku opuścił Elimelecha z Leżajska i ogłosił się cadykiem, w związku z czym on i wszyscy jego zwolennicy zostali obłożeni przez Elimelecha klątwą. Mimo klątwy prowadził działalność, zakładając dwór w Łańcucie (gdzie przebywał około 10 lat), następnie przenosząc się do Rozwadowa, a później do Wieniawy. Podczas pobytu w Wieniawie stał się znanym i pożądanym nauczycielem, uzdrowicielem i cudotwórcą. Według przekazów otrzymał jednak od gminy żydowskiej zakaz wstępu do miasta. Najprawdopodobniej w 1794 roku, wykorzystując przychylność nowego rabina miasta, przeprowadził się do Lublina. Tam zakupił część kamienicy przy późniejszej ulicy Szerokiej 28, gdzie wybudował własną synagogę i bet midrasz.
Po 1800 roku zmarła druga żona Horowica, około 1805 roku ożenił się po raz kolejny, z Bejlą ze Lwowa. Według innych źródeł ostatnią żoną Horowica była Szprinca, a według jego aktu zgonu – Małka z Lejbusiowiczów.
Po śmierci w środowisku żydowskim nazywany był Ha-Choze, co w języku hebrajskim oznacza Widzący. Przydomek wiązał się z jego charyzmą oraz famą mistyka, cudotwórcy i osoby widzącej przyszłość oraz przeszłość. Był jednak postacią kontrowersyjną, według maskilów i misnagdów był opojem, żarłokiem, nieukiem i szarlatanem, natomiast jego zwolennicy mieli często wielbić go niemal jak Mesjasza. Jego uczniami byli m.in. ważni przywódcy chasydzcy Cwi Hirsz z Żydaczowa, Szolem Rokeach z Bełza, Dawid z Lelowa, Cwi Elimelech z Dynowa, Naftali z Ropczyc, Chaim Halberstam, Meir z Opatowa, Szlomo Lejb z Łęcznej, Menachem Mendel Morgenstern i Jakow Icchak z Przysuchy. Ostatni z wymienionych uczniów był następnie jego zagorzałym przeciwnikiem. Horowic był ponadto autorem m.in. dzieł Diwrej emet al ha-Tora (1830/31), Zot zikaron (1851) oraz Zikaron zot (1869).
Według przekazów, podczas hucznego obchodzenia święta Simchat Tora w 1814 roku, w zagadkowy sposób wypadł z okna swojego mieszkania i po dziewięciu miesiącach cierpień zmarł w dniu święta Tisza be-Aw, upamiętniającego zburzenie Świątyni Jerozolimskiej.
Nie zapoczątkował dynastii chasydzkiej, cadykiem został jego najstarszy syn – Israel, który przejął przywództwo nad jego zwolennikami. Miał również syna Josefa (1782–1818), który pełnił funkcję rabina Torczyna, syna Cwi Hirsza (zm. 1831) i córkę Sarę Cirel.
Ohel Widzącego z Lublina znajduje się na starym cmentarzu żydowskim przy ul. Kalinowszczyzna w Lublinie. Jego grób jest celem licznych pielgrzymek chasydów.

## W kulturze
Hanna Krall poświęciła mu fragment książki Wyjątkowo długa linia.
Jego postać została również uwieczniona w utworach Gog und Magog. Eine Chronik i Die Erzählungen der Chassidim Martina Bubera oraz Oko cadyka Władysława Panasa. W 2014 roku poświęcono mu film dokumentalny Widzący z Lublina w reżyserii Grażyny Stankiewicz.